# Amiria Marsh
Pour les articles homonymes, voir Marsh.

a Compétitions nationales et continentales officielles uniquement.

b Matchs officiels uniquement.
Dernière mise à jour le 1 juillet 2024.
Amiria Marsh, née le 17 mai 1983 à Timaru (Nouvelle-Zélande), est une joueuse internationale néo-zélandaise de rugby à XV pouvant occuper tous les postes des lignes arrière pour l'équipe de province de Canterbury.

## Biographie
Amiria Marsh naît le 17 mai 1983 à Timaru en Nouvelle-Zélande.
Elle a fait ses débuts internationaux avec la Nouvelle-Zélande en 2000.
Elle dispute la Coupe du monde 2006. Elle inscrit quatre essais en deux matchs de Coupe du monde. Les Néo-Zélandaises remportent la compétition.